# 周以忠
周以忠（1962年8月—），男，河南驻马店人，中华人民共和国政治人物。

## 生平
1984年毕业于清华大学机械系金属材料与热处理专业，1987年取得清华大学金属材料与热处理专业硕士学位。1987年10月进入中国第二砂轮厂工作，1997年4月，任河南省白鸽集团总经理；1998年12月，任郑州市人民政府副市长；2001年6月，任河南省对外贸易经济合作厅副厅长；2003年11月，任中共南阳市委副书记。2006年12月任开封市人民政府市长，第九届全国人大代表。2011年5月落马。

## 相关人物
- 李森林：中共开封市委组织部原部长，2011年6月落马，2014年8月因受贿罪获无期徒刑[2]。
- 刘长春：开封市委书记、河南省人大常委会财经委主任委员，2014年7月落马[3]。